# Liste de lieux portant le nom d'Arnaud Beltrame

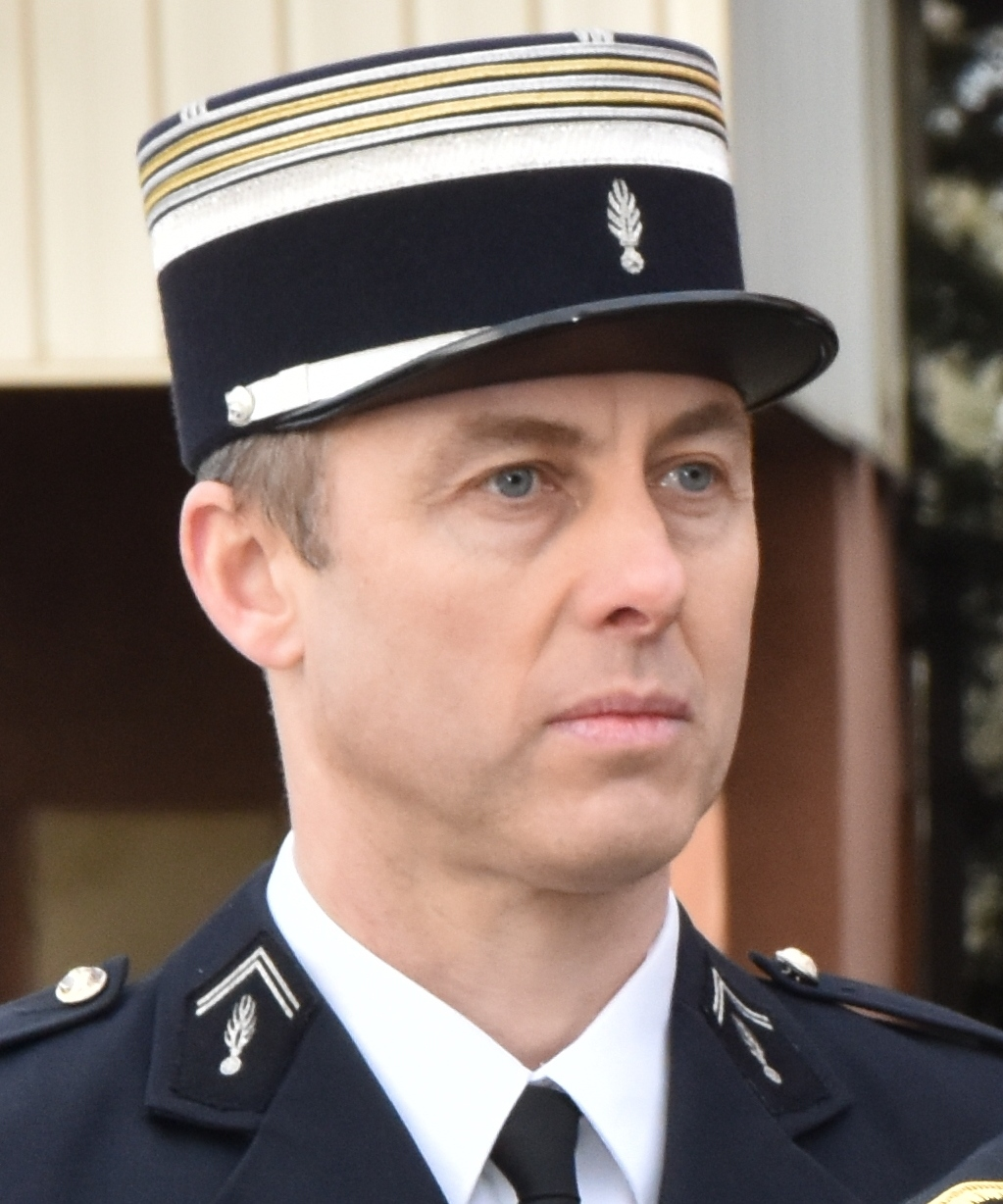
Arnaud Beltrame en février 2018.

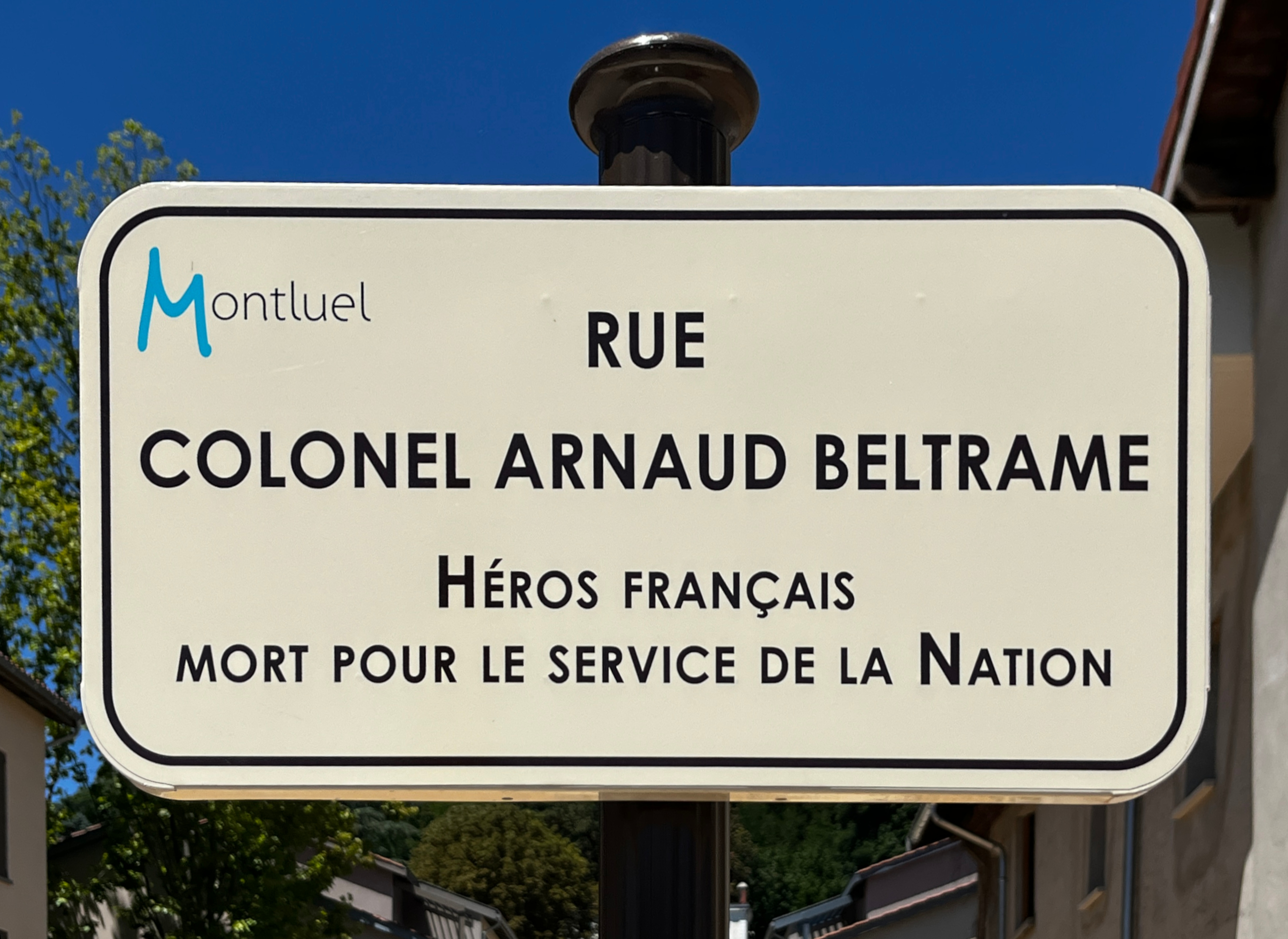
Panneau de la rue Colonel-Arnaud-Beltrame à Montluel.

La liste de lieux portant le nom d'Arnaud Beltrame (216 en 2025) rassemble, de manière aussi exhaustive que possible, des odonymes Arnaud Beltrame.

## Liste de lieux

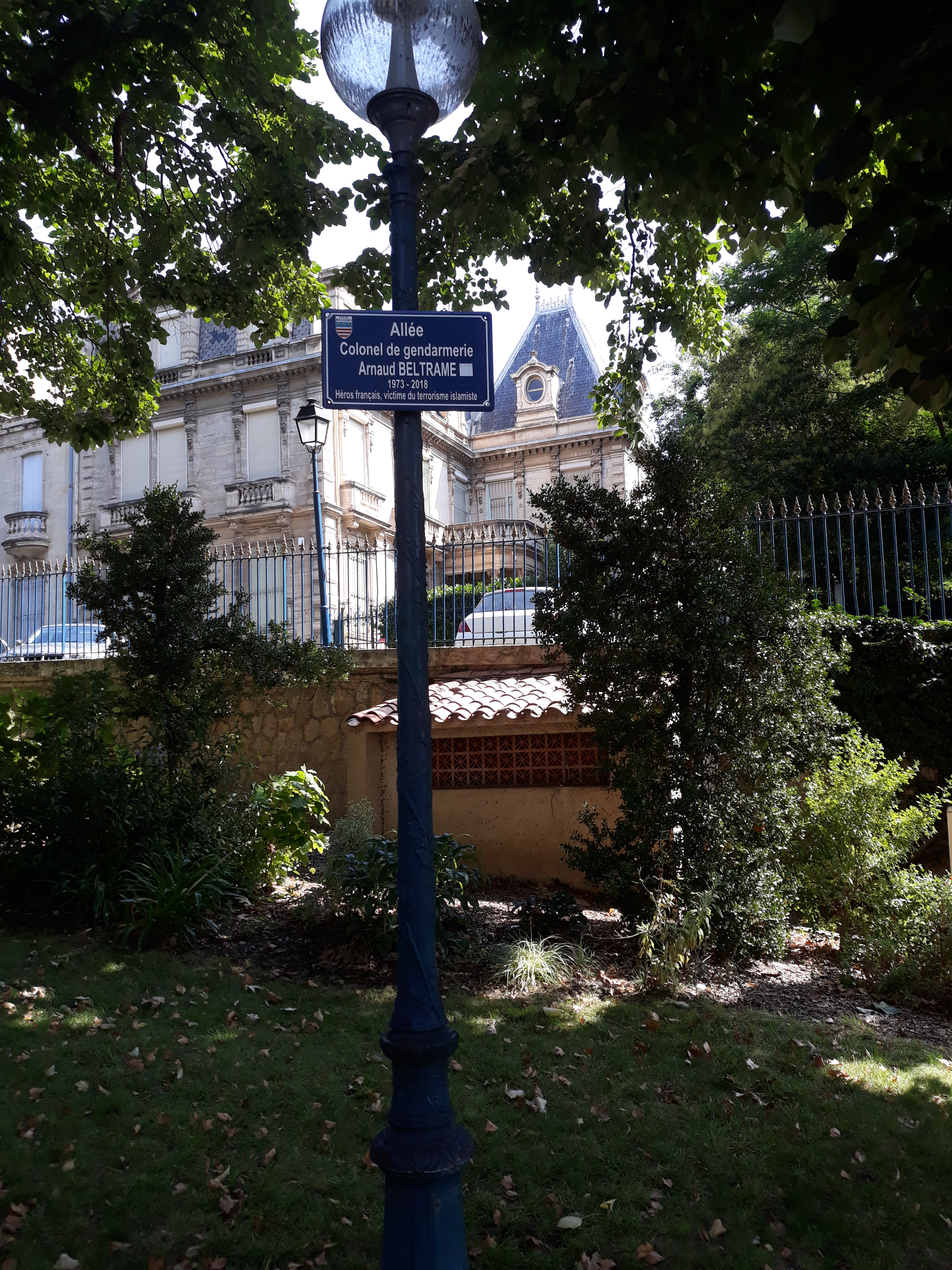
Panneau de l'Allée Colonel de gendarmerie Arnaud Beltrame à Béziers.

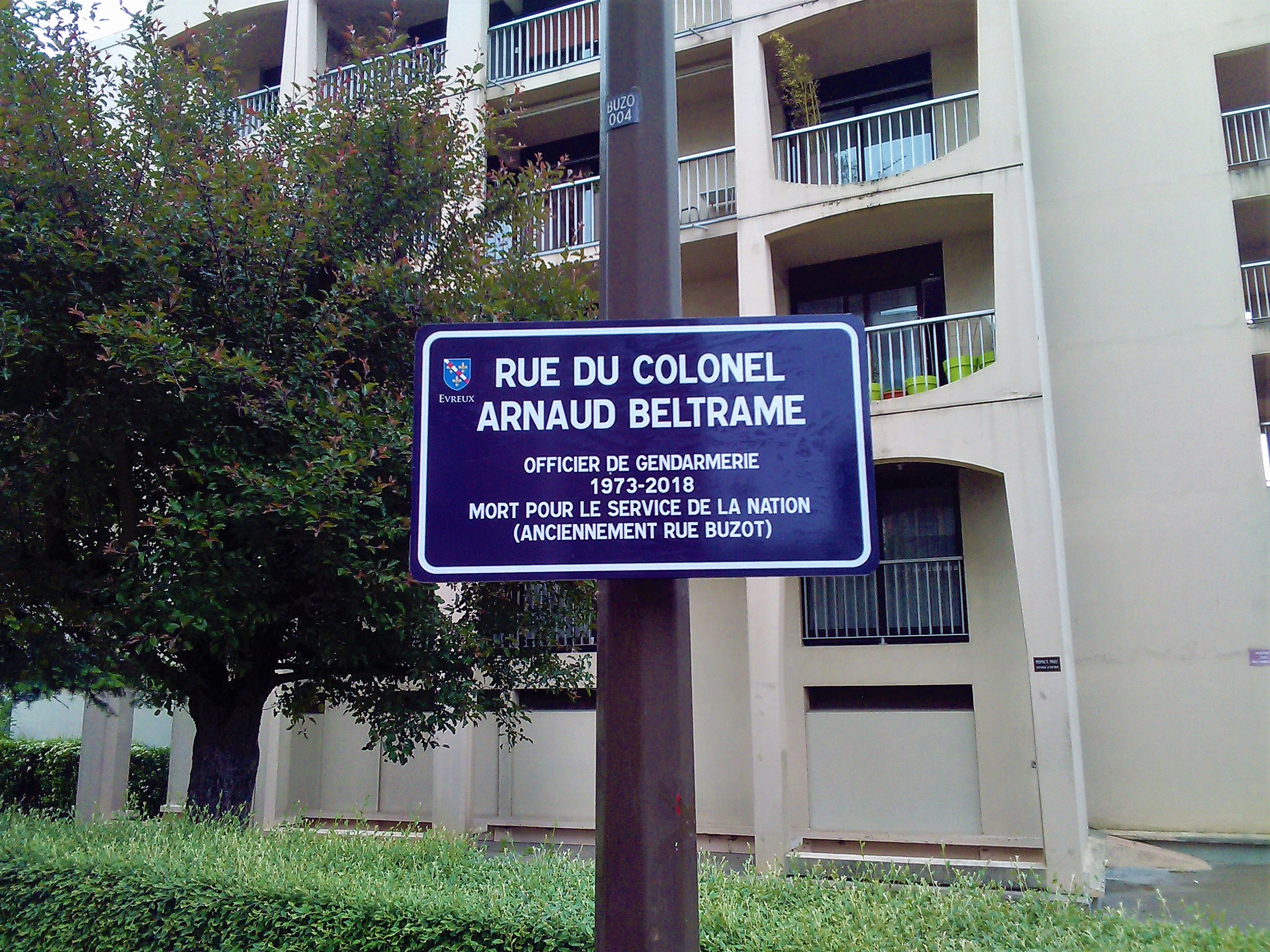
Panneau de la rue Colonel-Arnaud-Beltrame à Évreux.

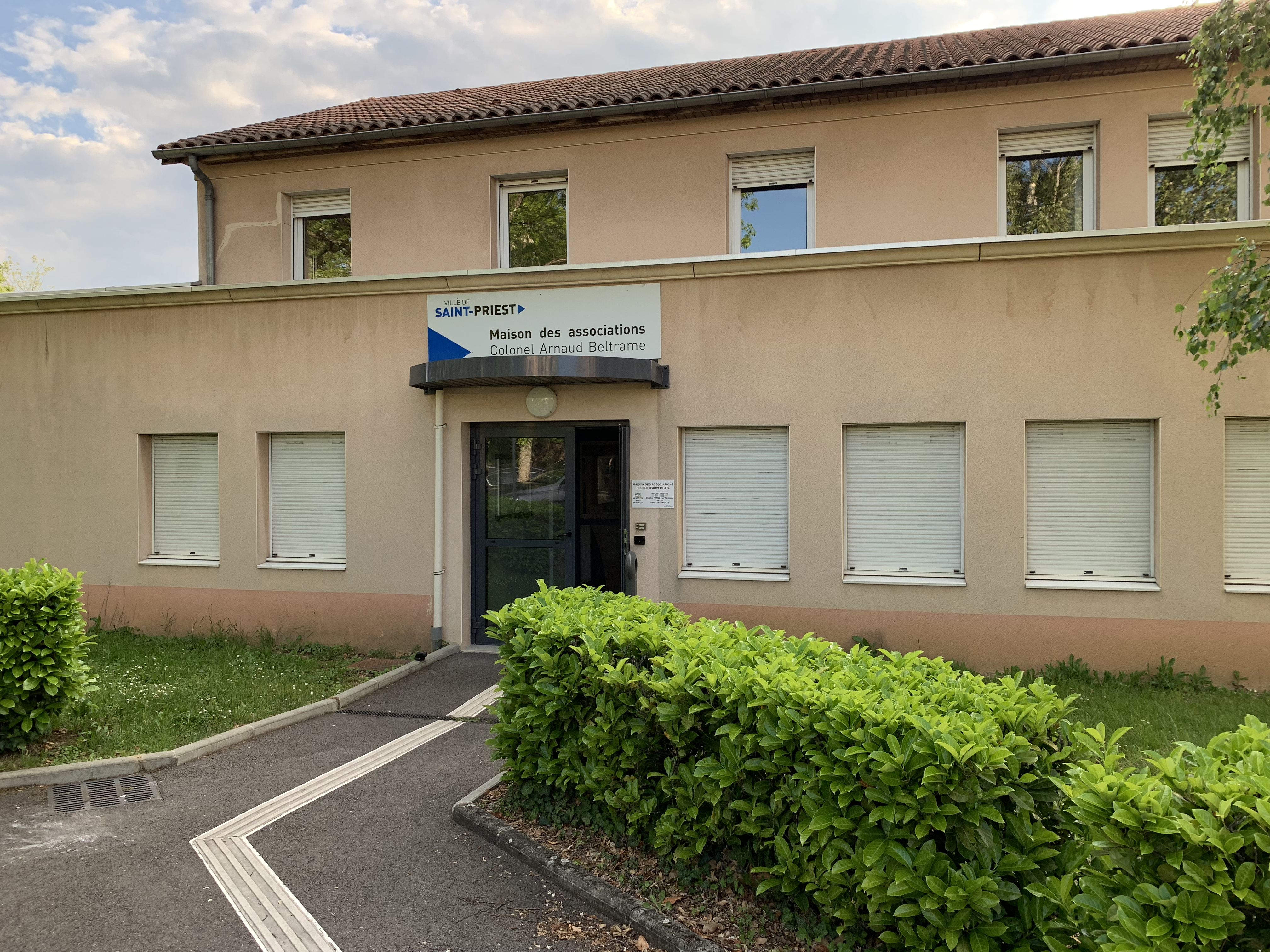
Maison des associations Colonel Arnaud Beltrame à Saint-Priest.

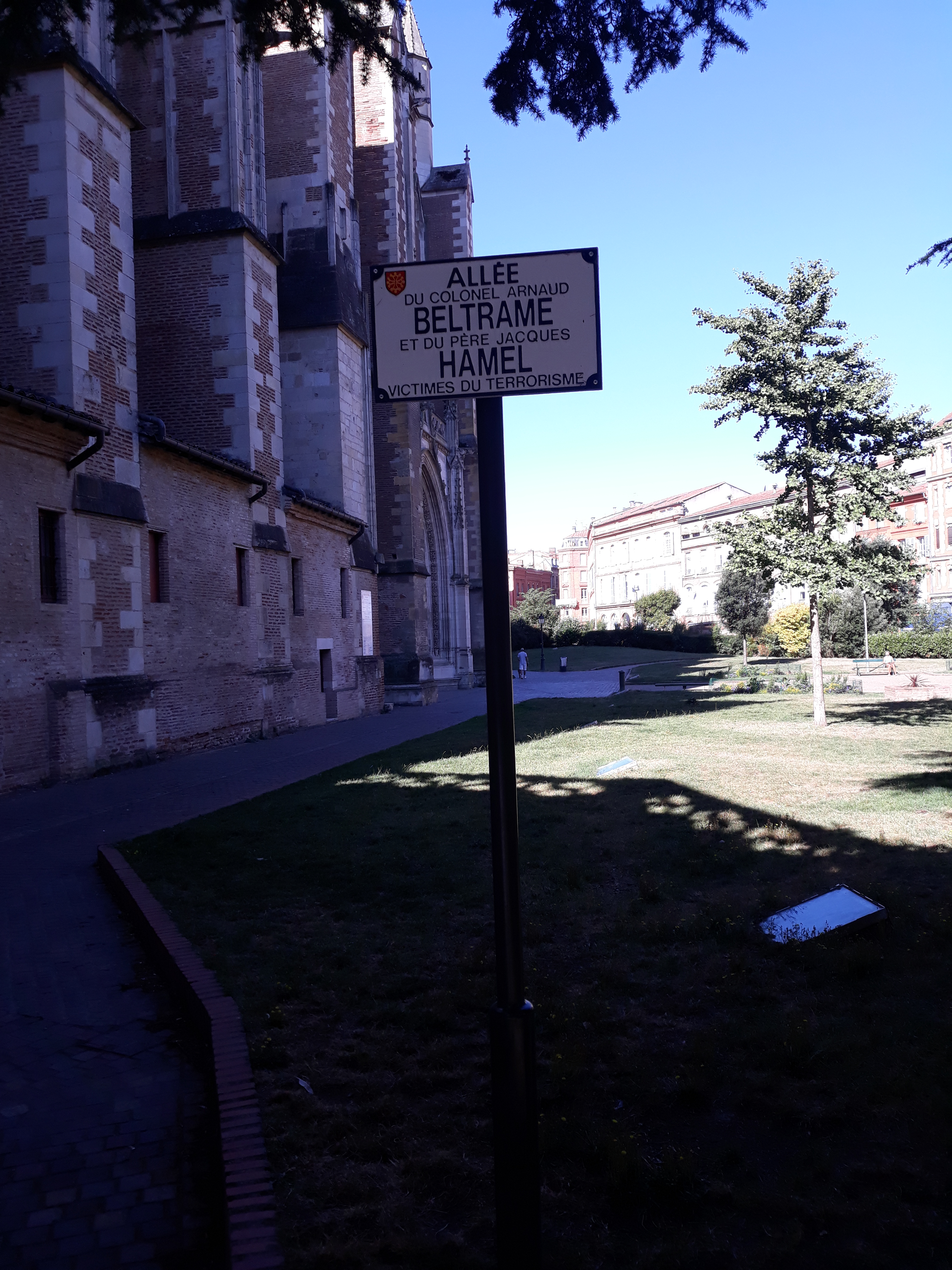
Allée du Colonel-Arnaud-Beltrame-et-du-Père-Jacques-Hamel à Toulouse.

- Le samedi 23 novembre 2019 à Richwiller une plaque rue Arnaud Beltrame est dévoilée en présence du maire Vincent Hagenbach et de Laurent Touvet, préfet du Haut-Rhin devant de nombreux élus et citoyens.
- A Salon-de-Provence, le groupe scolaire Arnaud Beltrame située boulevard Danton, est inauguré le 21 septembre 2019 en présence de Marielle Beltrame, épouse du colonel Arnaud Beltrame[2].
- À Toulouse, le 13 juillet 2019, la ville inaugure l'allée du Colonel-Arnaud-Beltrame-et-du-Père-Jacques-Hamel, entre la préfecture et la cathédrale Saint-Étienne, dans le square du Cardinal-Saliège.
- À Versailles, le parvis de la gare de Versailles-Chantiers est appelé le « parvis Arnaud Beltrame ».

- À Vannes est inaugurée le 15 février 2019 la rue du Colonel Arnaud Beltrame[3] non loin du groupement de gendarmerie départementale du Morbihan.
- À Étampes est inaugurée le 18 décembre 2018 l'avenue du Colonel Arnaud Beltrame[4].
- À Alès (Gard), le maire Max Roustan donne au square pour enfants de la place Gabriel-Péri le nom de square Lieutenant-colonel-Arnaud-Beltrame[5].
- Le maire de Pau, Pyrénées-Atlantiques, François Bayrou, et le conseil municipal décident à l’unanimité de donner le nom de Lieutenant-colonel-Arnaud-Beltrame à une rue de la ville[6]. Les villes de Béziers dans l'Hérault, Versailles  dans les Yvelines, Compiègne dans l'Oise et Rennes en Ille-et-Vilaine prennent une décision similaire[7],[8].
- La municipalité d'Issy-les-Moulineaux, Hauts-de-Seine renomme chemin du Colonel-Arnaud-Beltrame l'actuel chemin des Courtines, une promenade piétonnière d’un kilomètre et demi faisant le tour du fort d'Issy et jouxtant la direction générale de la Gendarmerie nationale (DGGN)[9].
- L'impasse de Verdun à Orange, Vaucluse, devient la rue Arnaud-Beltrame.
- Le maire d'Hénin-Beaumont, Pas-de-Calais, Steeve Briois, décide nommer « rue du Colonel-Arnaud-Beltrame » une voie de la commune. La mère de l'officier ne s'y oppose pas : « Qui sait si dans deux ans ces mairies seront toujours tenues par le Front national ? Arnaud Beltrame est français. Il appartient à tout le monde[10] ».
- Le 3 mai 2018, le Conseil de Paris vote à l'unanimité pour que l'avenue de la Porte-de-Sèvres soit renommée « avenue du Colonel-Arnaud-Beltrame », en raison de la proximité du ministère des Armées[11]. Cette proposition est adoptée le 12 novembre 2019[12].
- Le 8 mai 2018, Évreux inaugure une rue du Colonel-Arnaud-Beltrame[13].
- Le 8 mai 2018, la ville de Biache-Saint-Vaast rebaptise le square Jules-Massenet en square Arnaud Beltrame
- Le 23 mai, Montfermeil renomme le parvis de la mairie du nom d'Arnaud Beltrame[14].
- Le 9 juin, un square est inauguré à Trédion, Morbihan, la ville où la famille maternelle d'Arnaud Beltrame a ses racines.
- Le 17 juin 2018, un square face à l'hôtel de ville de Marcq-en-Barœul (Nord), est baptisé « square Arnaud-Beltrame »[15].
- Le 25 juin 2018, le conseil municipal de Vienne (Isère), vote le changement de nom de la « rue de l'Isle »  en « rue Colonel Arnaud Beltrame », où se trouve la compagnie de gendarmerie locale[16].
- Le 14 juillet 2018, une place proche de la mairie de Carros est rebaptisée « place Colonel-Arnaud-Beltrame »[17].
- Colombes (Hauts-de-Seine), renomme l'un des parvis de son hôtel de ville du nom du gendarme. À proximité, le carrefour des Bourguignons d'Asnières-sur-Seine reçoit le nom d'Arnaud Beltrame en septembre 2018[18].
- Le 5 février 2019, un arrêté préfectoral autorise l’appellation de la caserne de gendarmerie d’Avranches en « Colonel Beltrame »[19]
- Le 23 mars 2019, la ville de Saint-Étienne inaugure une place « place Colonel Arnaud Beltrame-1973-2018 » au n° 70 de la rue Bergson.
- La municipalité de Drancy (Seine-Saint-Denis) inaugure le 28 septembre 2019 le square Arnaud-Beltrame.
- La Grande Loge de France rebaptise l'un de ses temples parisiens au nom d'Arnaud Beltrame, fait exceptionnel, aux côtés notamment de Franklin Roosevelt et Pierre Brossolette.
- La maison des associations de Saint-Priest porte le nom d'Arnaud Beltrame[20].
- Le 22 juin 2019, inauguration du square Colonel Arnaud Beltrame à Gex, dans l'Ain[21]
- Le 22 juin 2019, inauguration d'un pont passant sur le La Têt à Perpignan au nom du Colonel Arnaud Beltrame[22].
- Le 25 juin 2019, à Mandelieu, rond-point Arnaud Beltrame[23].
- Le 26 juin 2019, la rue Colonel-Arnaud-Beltrame est inaugurée à Montluel[24].
- Une voie de Villeneuve-Loubet est nommée allée du Colonel-Arnaud-Beltrame[25].
- Dans le cadre de la création de la commune nouvelle des Sables-d'Olonne, la rue des Anciens combattants AFN d'Olonne-sur-Mer devient, le 1er janvier 2019, la rue Colonel Beltrame[26].
- Le 14 décembre 2019, à Abbeville, Somme, un rond-point entre la route d'Amiens et l'avenue du Maréchal Leclerc (sur la route Boulogne - Amiens) est nommé « place du Colonel Beltrame »[27].
- Allée Arnaud-Beltrame dans le 3e arrondissement de Paris, au milieu de l'ancienne caserne de gendarmerie des Minimes (entre rues des Minimes, de Béarn, Saint-Gilles et des Tournelles), transformée en logements HLM. La rédaction de la plaque signalétique du jardin Arnaud-Beltrame adjacent a fait l'objet d'une discussion publique[28].
- À Châteaurenard (Bouches-du-Rhône), l'avenue Léo Lagrange entre la bifurcation avec le chemin de l'Oratoire jusqu'au boulevard Ernest-Genevet est rebaptisée « avenue Colonel Arnaud Beltrame ».
- Le 26 février 2021, À Rognac, Bouches-du-Rhône, le ministre de l'Intérieur Gérald Darmanin inaugure la nouvelle gendarmerie « caserne Colonel Arnaud Beltrame ».
- À Billère (Pyrénées-Atlantiques), le gymnase du lycée Beau-Frêne porte le nom du colonel[29].
- À Poissy, un espace destiné aux associations d'anciens combattants a été inauguré le 8 mai 2021 et porte le nom d'Arnaud Beltrame[30].
- À l'Escarène, Alpes-Maritimes, face à la brigade de Gendarmerie, la place du Colonel Arnaud Beltrame est inaugurée le 14 juillet 2021[31].
- À Saint-Jean-de-Védas (Hérault), le 14 juillet 2021 est inaugurée une « rue du Colonel Arnaud Beltrame » dans le quartier de Roque-Fraïsse.
- À Lorette (Loire), le bassin de baignade naturelle inauguré en 2017 porte le nom d'Arnaud Beltrame depuis juillet 2018.
- Depuis le 22 mars 2019, le parvis de l'hôpital de Carcassonne, Plaque du parvis Colonel Arnaud Beltrame à l'entrée de l'hôpital de Carcassonne où il est décédé porte son nom[32].

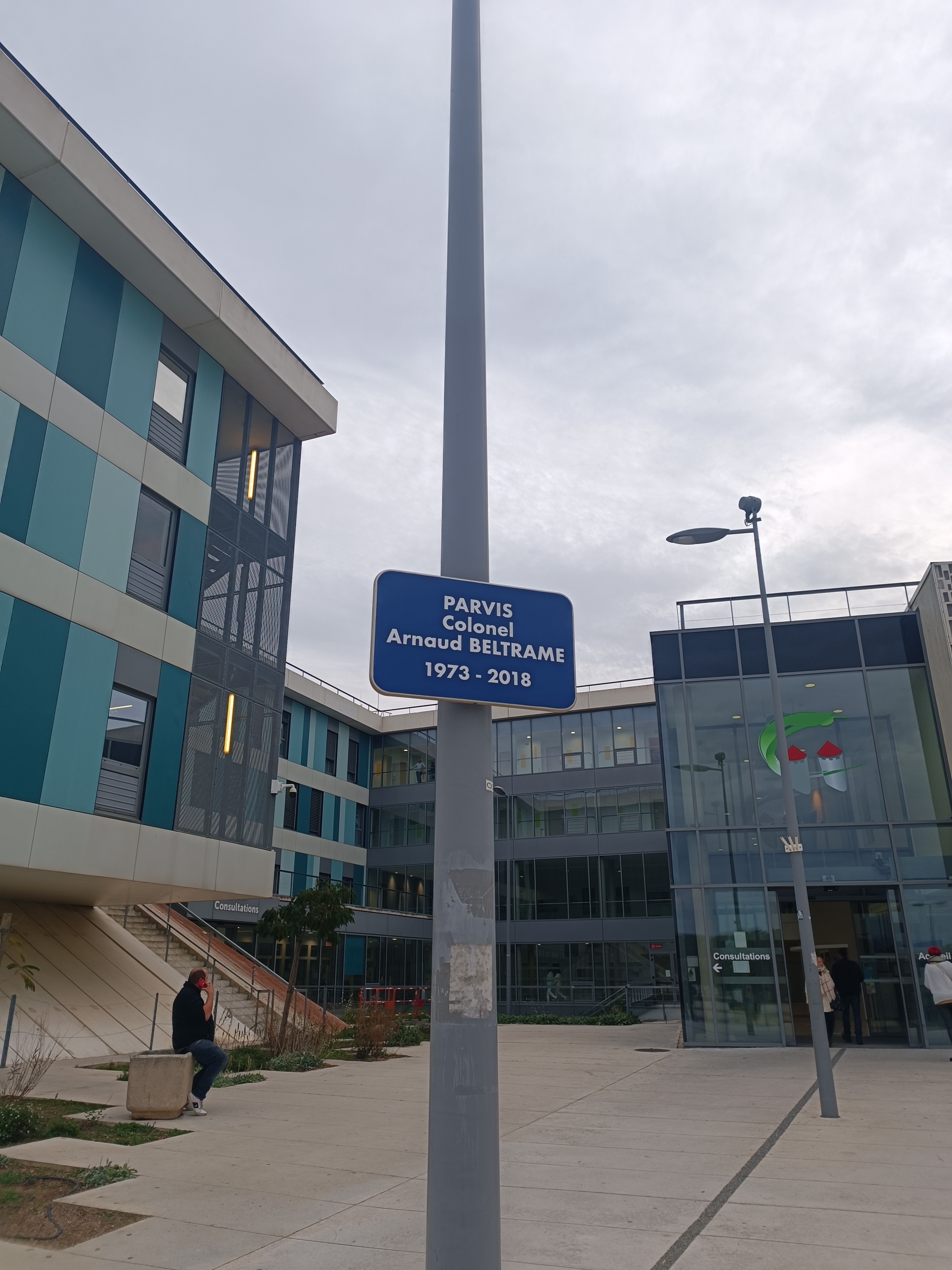
Plaque du parvis Colonel Arnaud Beltrame à l'entrée de l'hôpital de Carcassonne

- Le 12 mars 2022 est inauguré le centre sportif Arnaud-Beltrame à Suresnes (Hauts-de-Seine)[33]. L'allée qui y mène porte également son nom.
- Le 17 décembre 2018, le conseil du 8e arrondissement de Lyon décide de nommer une future nouvelle voie rue lieutenant-colonel Arnaud-Beltrame[34].
- À Rosny-sous-Bois (Seine-Saint-Denis), est inaugurée une rue Arnaud-Beltrame en 2022, dans le quartier des Côteaux-Beauclair.
- À Vulaines-sur-Seine (Seine-et-Marne), le 03 septembre 2018 est inauguré le collège Arnaud Beltrame. C'est l'aboutissement d'une décision départementale datant des années 2000 ayant pour but de désengorger les collèges de l'agglomération de Fontainebleau[35].
- À Pont-l'Abbé (Finistère), est inaugurée le 21 septembre 2022 la rue Colonel Arnaud Beltrame[36].
- À Châteaudun (Eure-et-Loir), la compagnie de gendarmerie est située rue du Colonel-Arnaud- Beltrame, depuis le 22 juillet 2022[37].
- À Tours (Indre et Loire), la place au bas de l'église du Christ-Roi a été nommée en l'honneur du Colonel Arnaud Beltrame[38].
- À Seraincourt (Val d'Oise), La salle de sport de Seraincourt porte le nom d'Arnaud Beltrame depuis le 19 juillet 2018[39].
- À Mouans-Sartoux (Alpes-maritimes), la caserne de gendarmerie porte le nom du Colonel Arnaud Beltrame[40].
- À Luçon (Vendée) inauguration le 5 septembre 2023 d'un collège sur un ancien terrain militaire[41].

- À Antony le Complexe Sportif La Fontaine est rebaptisé Complexe Sportif La Fontaine-Arnaud Beltrame[42].

- À Maizières-lès-Metz, la nouvelle gendarmerie baptisée Colonel Arnaud Beltrame est inaugurée le 14 septembre 2021[43].
- À Is-Sur-tille (Côte-d'Or), une rue colonel Arnaud Beltrame est inaugurée en 2024.
- À Dax, dans le département des Landes, la Place de la Chalosse située devant la gendarmerie est rebaptisée Place du Colonel Beltrame. L'inauguration officielle a lieu le 29 juillet 2025[44].